# 王崇仁 (1908年)
王崇仁（1908年—1995年），男，山东菏泽人，中国军事人物、政治人物，曾任内蒙古自治区政协副主席。